# Calliphora paradoxa
Calliphora paradoxa är en tvåvingeart som beskrevs av Villeneuve 1927. Calliphora paradoxa ingår i släktet Calliphora och familjen spyflugor. Inga underarter finns listade i Catalogue of Life.